# Pułk Obrony Terytorialnej miasta Łodzi
Pułk Obrony Terytorialnej miasta Łodzi im. Tadeusza Głąbskiego – oddział obrony terytorialnej ludowego Wojska Polskiego.
Na podstawie zarządzenia szefa Sztabu Generalnego WP Nr 015/Org. z dnia 4 lutego 1967 roku został sformowany Batalion Obrony Terytorialnej miasta Łodzi. Jednostka została zorganizowana poza normą wojska w garnizonie Łódź.
Na podstawie zarządzenia szefa Sztabu Generalnego WP Nr 022/Org. z dnia 2 lutego 1968 roku Batalion OT m. Łodzi został przeformowany w Pułk OT m. Łodzi. Oddział stacjonował w koszarach przy ulicy Andrzeja Struga w Łodzi.
Minister Obrony Narodowej rozkazem Nr 11/MON z dnia 24 kwietnia 1968 roku nadał pułkowi imię „znanego rewolucjonisty i działacza partyjnego” Tadeusza Głąbskiego. Ceremonia nadania imienia patrona i wręczenia sztandaru ufundowanego przez miejscowe społeczeństwo miała miejsce w dniu 11 maja 1968 roku w Łodzi. W uroczystości udział wzięli członkowie Biura Politycznego Komitetu Centralnego Polskiej Zjednoczonej Partii Robotniczej Ignacy Loga-Sowiński i Eugeniusz Szyr oraz żona patrona, Józefa i córka Anna. Sztandar z rąk głównego inspektora obrony terytorialnej, generała dywizji Grzegorza Korczyńskiego odebrał ówczesny dowódca jednostki, podpułkownik Tadeusz Szyszka.
Na podstawie zarządzenia szefa Sztabu Generalnego WP Nr 069/Org. z dnia 13 grudnia 1988 roku pułk został rozformowany w dniu 15 lutego 1989 roku.